# Bão Hagupit (2014)
Bão Hagupit, được biết đến ở Philippines với tên gọi Bão Ruby, Việt Nam gọi là Bão số 5 năm 2014 là xoáy thuận nhiệt đới mạnh thứ hai trong năm 2014. Nếu tính theo tiêu chí vận tốc gió duy trì, nó là xoáy thuận nhiệt đới mạnh nhất trong năm cùng với bão Vongfong. Tác động đáng kể nhất của Hagupit là tại Philippines khi nó khiến 18 người thiệt mạng và gây thiệt hại 114 triệu USD (USD 2014) ở riêng quốc gia này. Trước khi đổ bộ, bão Hagupit được nhận định là mối đe dọa nguy hiểm nhất cho Philippines trong năm 2014; may mắn thay, tổn thất là ít nghiêm trọng hơn nhiều so với bão Haiyan một năm về trước.
Bão Hagupit đã phát triển thành cơn bão nhiệt đới thứ 22 của mùa bão Tây Bắc Thái Bình Dương 2014 vào ngày 1 tháng 12, và thành cơn bão cuồng phong thứ 11 ngày hôm sau. Dưới một môi trường thuận lợi, cơn bão trải qua quá trình tăng cường độ nhanh chóng và đạt đỉnh trên vùng biển Tây Bắc Palau trong ngày mùng 4. Sau đó, Hagupit suy yếu đi một chút trước khi mạnh trở lại trong ngày mùng 5, nhưng không lâu sau nó đã lại suy yếu do một sự lún xuống của không khí mát kết hợp với một rãnh trên tầng cao..
Cơn bão đổ bộ lần đầu tiên lên Đông Samar thuộc Philippines trong ngày 6 tháng 12, và sau đó đổ bộ thêm ba lần vào các khu vực khác thuộc đất nước này. Do tương tác với đất liền cùng tốc độ di chuyển chậm, Hagupit suy yếu thành bão nhiệt đới vào ngày mùng 8. Sang ngày hôm sau, khi tiến vào Biển Đông, đối lưu sâu của cơn bão đã suy giảm đáng kể. Hệ thống đã không thể vượt qua được điều kiện thù địch và suy yếu thành áp thấp nhiệt đới trong ngày 11, trước khi tan trên vùng biển phía Đông Nam Thành phố Hồ Chí Minh, Việt Nam vào ngày 12.

## Lịch sử khí tượng
Vào chiều ngày 29 tháng 11, một nhiễu động nhiệt đới đã hình thành trên khu vực cách xích đạo khoảng 130 km (80 dặm) về phía Bắc và cách Kosrae khoảng 530 km (330 dặm) về phía Nam - Tây Nam. Ngày hôm sau, Trung tâm Cảnh báo Bão Liên hợp (JTWC) đã ban hành "Cảnh báo về sự hình thành của xoáy thuận nhiệt đới" do hệ thống ngày một củng cố dưới những điều kiện trên tầng cao thuận lợi. Đến sáng sớm ngày 1 tháng 12, Cơ quan Khí tượng Nhật Bản (JMA) đã nâng cấp vùng nhiễu động lên thành áp thấp nhiệt đới, còn JTWC thì chỉ định cho nó ký hiệu 22W. Chỉ sáu giờ sau, JMA đã nâng cấp áp thấp nhiệt đới lên thành bão nhiệt đới và đặt tên là Hagupit, và JTWC cũng nâng cấp nó lên thành bão nhiệt đới, do tâm hoàn lưu mực thấp (LLCC) đang củng cố với những dải mây cong chặt chẽ bao bọc vào trong. Tuy nhiên, dữ liệu theo dõi chính xác nhất của JMA chỉ ra hệ thống đã là một áp thấp nhiệt đới từ ngày 30 tháng 11 và bão nhiệt đới từ sáng sớm ngày 1 tháng 12. Với độ đứt gió theo chiều thẳng đứng thấp và dòng thổi ra hoàn hảo, Hagupit tiếp tục mạnh thêm trong ngày mùng 2, và nó đã được nâng cấp lên thành bão nhiệt đới dữ dội bởi JMA và bão cuồng phong bởi JTWC vào buổi trưa hôm đó. Đến cuối ngày, JMA nâng cấp Hagupit lên thành bão cuồng phong khi nó đang di chuyển theo hướng Tây - Tây Bắc dọc theo rìa phía Nam của áp cao cận nhiệt.
Duy trì trong một môi trường thuận lợi, Hagupit trải qua quá trình tăng cường độ nhanh chóng trong chiều ngày 3 tháng 12, kết quả là JTWC đã nâng cấp nó lên thành siêu bão khi một mắt bão rõ ràng xuất hiện.

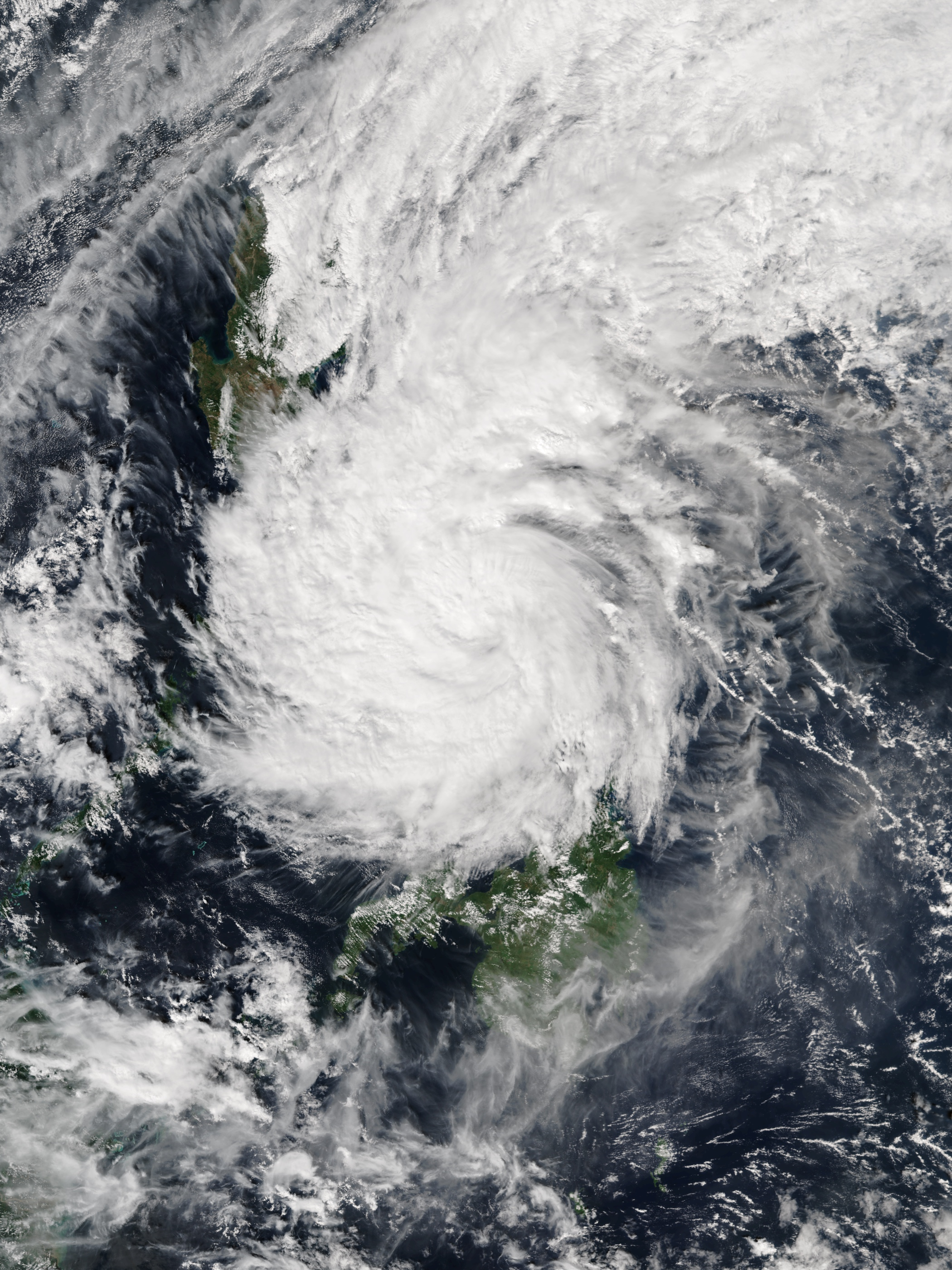
Bão Hagupit tiếp cận Philippines vào ngày 6 tháng 12

Vào sáng sớm ngày 4 tháng 12, khi Hagupit đi vào Khu vực Trách nhiệm của Philippines, Cục quản lý Thiên văn, Địa vật lý và Khí quyển quốc gia này đã đặt tên cho nó là Ruby. Cùng lúc, cơn bão thể hiện những dải đối lưu sâu và cong rất chặt chẽ cùng một mắt bão có bề rộng 35 km (25 dặm); vận tốc gió duy trì 1 phút khi đó là 285 km/giờ (180 km/giờ), tương đương siêu bão cấp 5 mạnh trong thang bão Saffir–Simpson (SSHWS). Khi đó, JTWC đã dự đoán Hagupit sẽ còn mạnh thêm và đạt đến cường độ như bão Haiyan, tuy nhiên điều này đã không xảy ra. JMA thì phân tích rằng Hagupit đạt đỉnh vào lúc 06:00 UTC, với vận tốc gió duy trì 10 phút 215 km/giờ (130 dặm/giờ) cùng áp suất trung tâm 905 hPa (26,72 inHg). Tuy nhiên, do độ đứt gió theo chiều thẳng đứng trung bình ở phía Đông, cùng việc hệ thống bắt đầu trải qua chu trình thay thế thành mắt bão, Hagupit trở nên bất đối xứng và suy yếu, khi mà một lượng lớn đối lưu sâu trên nửa hoàn lưu phía Tây đã bị di dời.
Vào ngày 5 tháng 12, Hagupit giảm tốc độ di chuyển và tiếp tục chiều hướng suy yếu, mắt bão bị che phủ bởi mây, và hệ thống đã không còn là siêu bão cấp 5 trong thang SSHWS. Bởi một kênh dòng thổi ra hướng cực mạnh mẽ vào trong đới gió Tây vĩ độ trung ở phía Bắc, mắt bão đã rõ nét hơn và sau đó được bao quanh bởi vòng tròn đối lưu mạnh đối xứng, và JMA nhận định một sự tăng cường độ ngắn vào buổi trưa. Ngoài ra, một sự đổ vỡ nhẹ trong dòng dẫn và dòng thổi địa đới (zonal flow) dọc theo rìa phía Nam của rãnh thấp vĩ độ trung dẫn đến thiếu những động lực tác động lên Hagupit, khiến cơn bão di chuyển về phía Tây rất chậm chạp. Ở góc phần tư phía Đông Nam, dòng thổi ra bị ngăn trở bởi sự lún xuống của không khí mát kết hợp với một rãnh trên tầng cao, dẫn đến kết quả mắt bão lại bị mây che phủ thêm lần nữa. Dấu hiệu suy yếu đã rõ ràng, và JTWC giáng cấp Hagupit xuống thành bão cuồng phong trong sáng sớm ngày 6 tháng 12. Vào thời điểm 21:15 giờ địa phương (giờ chuẩn Philippines) (13:15 UTC), bão Hagupit đổ bộ lên Dolores, với sức gió duy trì 10 phút 165 km/giờ (105 dặm/giờ). Nửa ngày sau, hệ thống đổ bộ lần thứ hai lên Cataingan, Masbate và chuyển hướng Tây - Tây Bắc.
Do tương tác với đất liền cùng tốc độ di chuyển chậm, Hagupit suy yếu và JMA đã giáng cấp nó xuống thành bão nhiệt đới dữ dội vào thời điểm 21:00 UTC ngày 7 tháng 12. Sang sáng sớm ngày hôm sau JTWC cũng giáng cấp Hagupit xuống thành bão nhiệt đới, ngay trước lúc hệ thống tàn tạ này đổ bộ lần thứ ba lên Torrijos, Marinduque. Sau lần đổ bộ thứ tư lên San Juan, Batangas vào lúc 17:45 giờ địa phương (09:45 UTC), JMA đã giáng cấp Hagupit xuống thành bão nhiệt đới vào buổi trưa. Vào ngày 9 tháng 12, đối lưu sâu phía trên tâm hoàn lưu mực thấp đã suy giảm trầm trọng khi Hagupit tiến vào Biển Đông, dù vậy kênh dòng thổi ra hướng cực ổn định nối vào trong đới gió Tây vĩ độ trung đã giúp hệ thống duy trì cường độ bão nhiệt đới yếu. Không lâu sau, nhờ điều kiện môi trường ỡ ngưỡng cận biên, đối lưu sâu đã tăng cường trở lại trên phần hoàn lưu mực thấp lộ ra. Hagupit mạnh lên trong một thời gian ngắn trong chiều ngày mùng 9. Tuy nhiên, ngày hôm sau, đối lưu sâu lại bắt đầu bị di dời, và cơn bão khởi động qua trình suy yếu cuối cùng.
Vào ngày 11 tháng 12, bất chấp kênh dòng thổi ra thuận lợi, Hagupit không có khả năng vượt qua sự lún xuống của không khí mát trên tầng cao ở góc phần tư phía Đông Nam cùng độ đứt gió tăng cao, và những cơn gió phía Đông Bắc ở tầng thấp trở nên hoàn toàn lệch pha so với trên tầng cao. Kết quả là JMA và JTWC cùng giáng cấp hệ thống xuống thành áp thấp nhiệt đới. Vào sáng sớm ngày 12, khi mà đối lưu gần như đã biến mất toàn bộ, JTWC ban hành cảnh báo cuối cùng về cơn bão. Hagupit cuối cùng tan trên vùng biển phía Đông Nam Thành phố Hồ Chí Minh, Việt Nam, trước trưa ngày 12.